# Vermilia calyptrata
Vermilia calyptrata är en ringmaskart som beskrevs av Philippi 1844. Vermilia calyptrata ingår i släktet Vermilia och familjen Serpulidae. Inga underarter finns listade i Catalogue of Life.